# Пам'ятник Битві народів
51°18′44″ пн. ш. 12°24′47″ сх. д. / 51.312222° пн. ш. 12.413056° сх. д.
Пам'ятник Битві народів (нім. Völkerschlachtdenkmal) — одна з головних визначних пам'яток Лейпцига і найбільший пам'ятник Європи.

## Історія
З 16 по 19 жовтня 1813 під Лейпцигом відбулася так звана Битва народів. Коаліція росіян, австрійців, пруських німців і шведів розбила французьку армію Наполеона Бонапарта в ході визвольних війн. До початку Першої світової війни ця битва вважалася найбільшою в історії.
Фундамент пам'ятника, зведеного за кресленнями берлінського архітектора Бруно Шміца, був закладений 18 жовтня 1898. Урочисте відкриття відбулося в 1913 р., до сторіччя Битви народів. Ініціатором проекту був Клеменс Тіме, голова Німецького союзу патріотів і магістр Лейпцизької масонської ложі. Фінансування здійснювалося за рахунок спеціально організованої лотереї і пожертвувань.
Пам'ятник Битві народів розташований в центрі поля битви. Висота пам'ятника 91 м. Від основи до верхньої оглядової платформі ведуть 500 сходинок. З недавніх пір є два ліфти, що піднімаються до середньої оглядової платформи на висоті 57 м. Всередині пам'ятника розташований «Зал слави», на стелі якого зображені 324 вершники майже в натуральну величину. У залі стоять чотири статуї «поминальників» заввишки 9,5 метрів, що уособлюють чесноти: хоробрість, силу віри, народну міць і самовідданість.
Фігура при основі пам'ятника зображає архангела Михаїла, що вважався захисником німецьких солдатів.
Неподалік від пам'ятника знаходиться камінь Наполеона. На цьому місці 18 жовтня 1813 Наполеон розташував свою ставку. Монумент і камінь Наполеона нерідко вважаються частинами загального комплексу, присвяченого Битві народів.
Деякі автори пов'язують конструкцію пам'ятника з масонською ідеологією. На їхню думку, при його створенні за основу була взята планування Храму Соломона — Притвор, Зал і Святая святих. Присутні і безліч інших символів масонства.
За часів НДР влада подумувала знести пам'ятник, який їм здавався прославлянням німецького націоналізму (у 30-40 роках нацисти широко використовували цей меморіал у пропагандистських цілях). Але врешті-решт він був залишений як символ «російсько-німецького братства по зброї». Тим не менш, жодних заходів щодо його збереження не робилося. У 2003 р. почалися роботи з відновлення монумента, які завершились до його сторіччя в 2013 р. Витрати на відновлення, за прогнозами, складуть близько 30 мільйонів євро. Джерелами фінансування є фонд «Пам'ятник Битві народів», земля Саксонія, місто Лейпциг та пожертвування.

## Дані
- Закладка: 18 жовтня 1898
- Відкриття: 18 жовтня 1913
- Висота: 91 м
- Висота внутрішнього залу з куполом: 68 м
- Фундаментна плита: 80 х 70×2 м
- Кількість фундаментних паль: 65 шт.
- Кількість ступенів до оглядової платформи: 500 шт.
- Ширина п'єдесталу: 126 м
- Маса: 300 000 т
- Використано кам'яних блоків: 26 500 шт.
- Використано бетону: 120 000 м ³
- Вартість: 6 мільйонів золотих марок

## Галерея

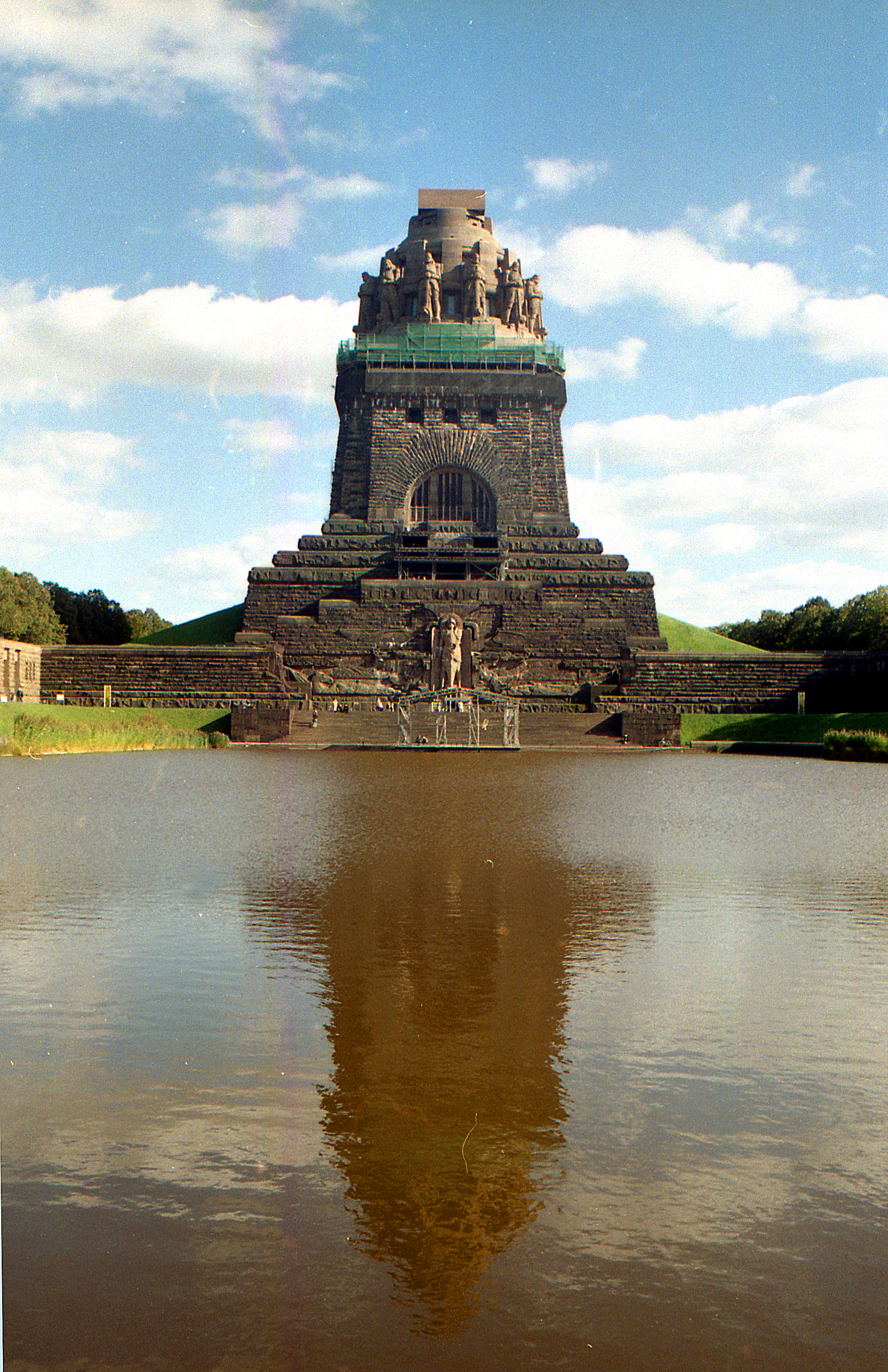
Пам'ятник Битві народів у 2007 році
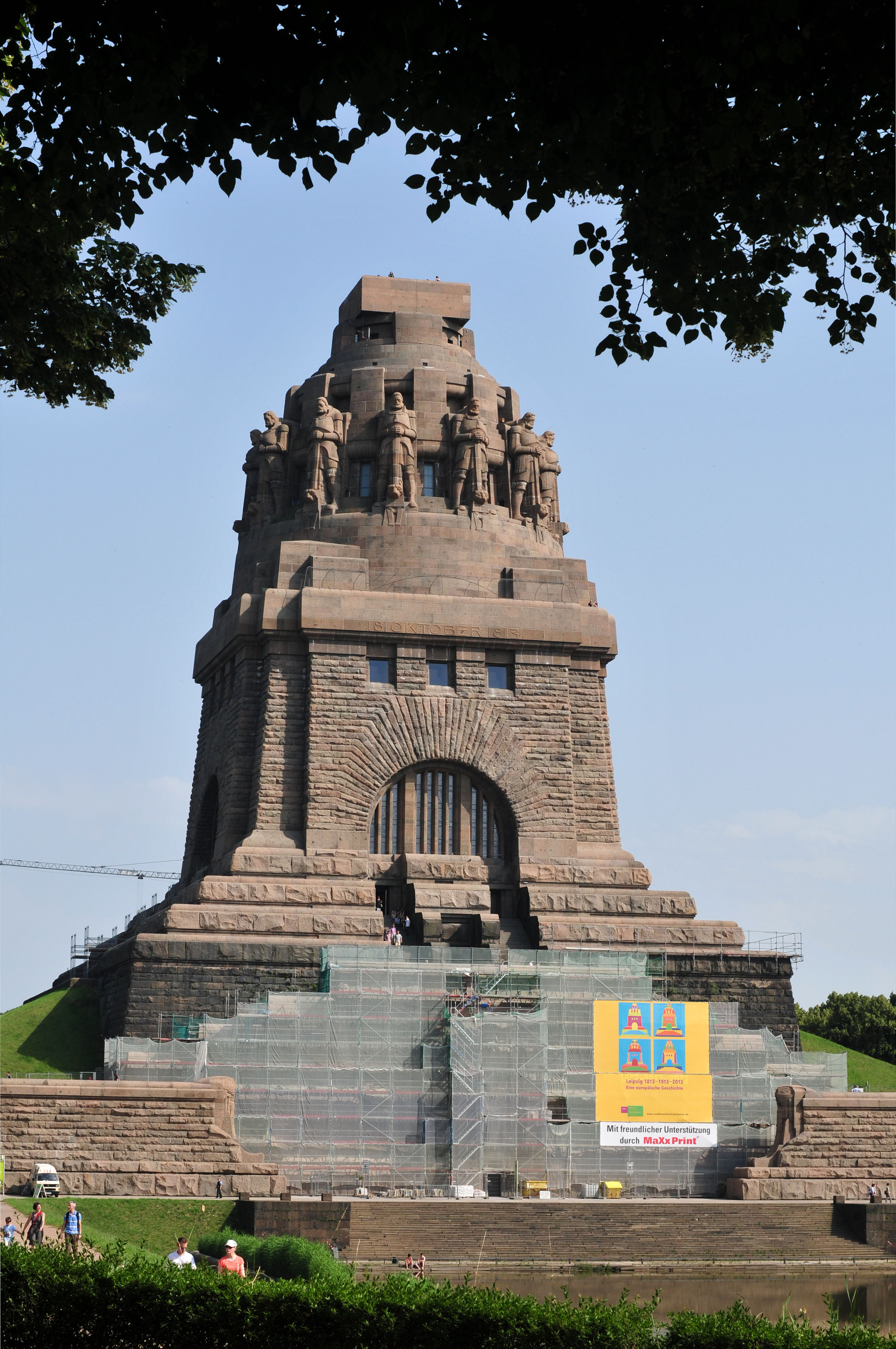
Пам'ятник Битві народів у 2012 році
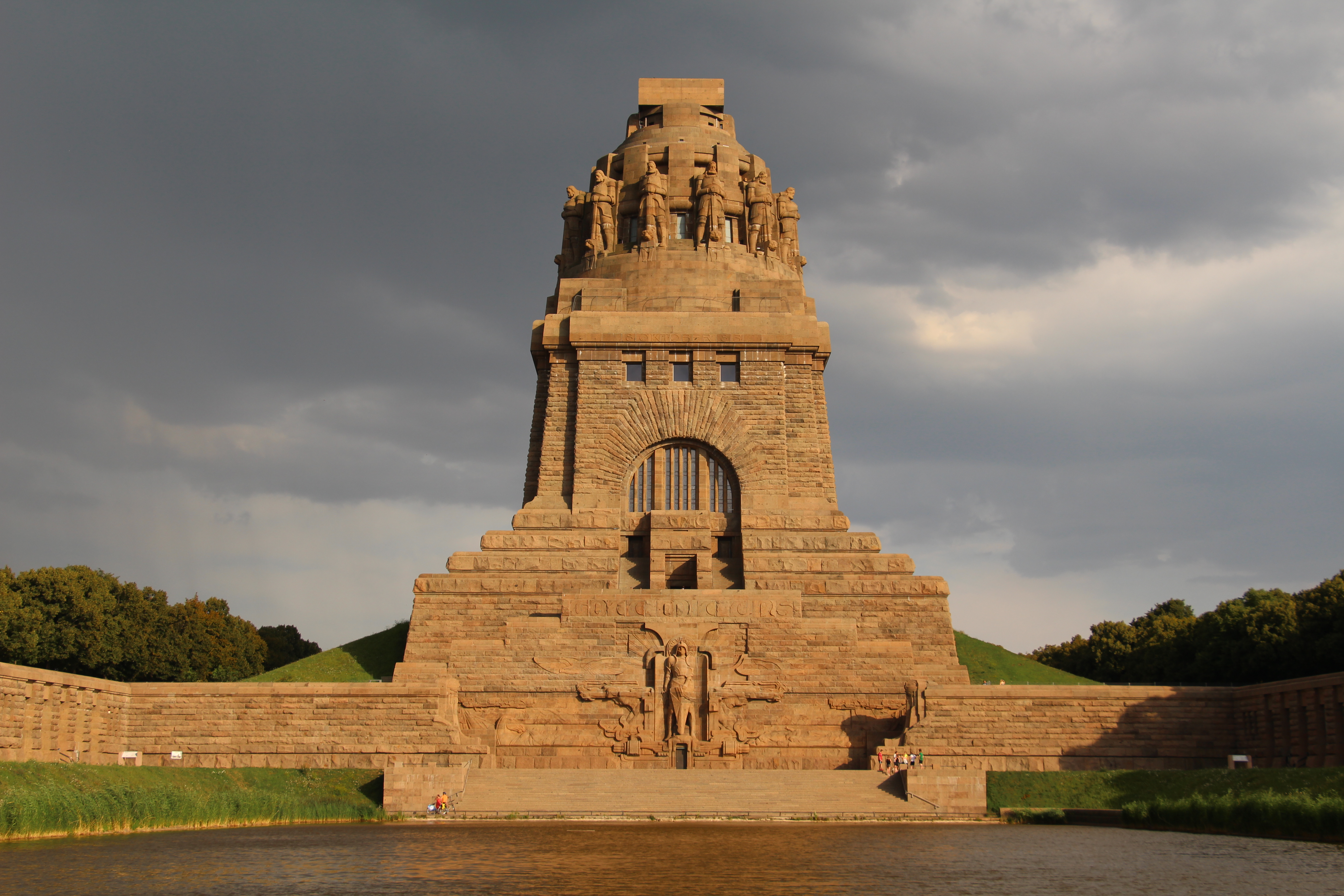
Пам'ятник у 2015 році
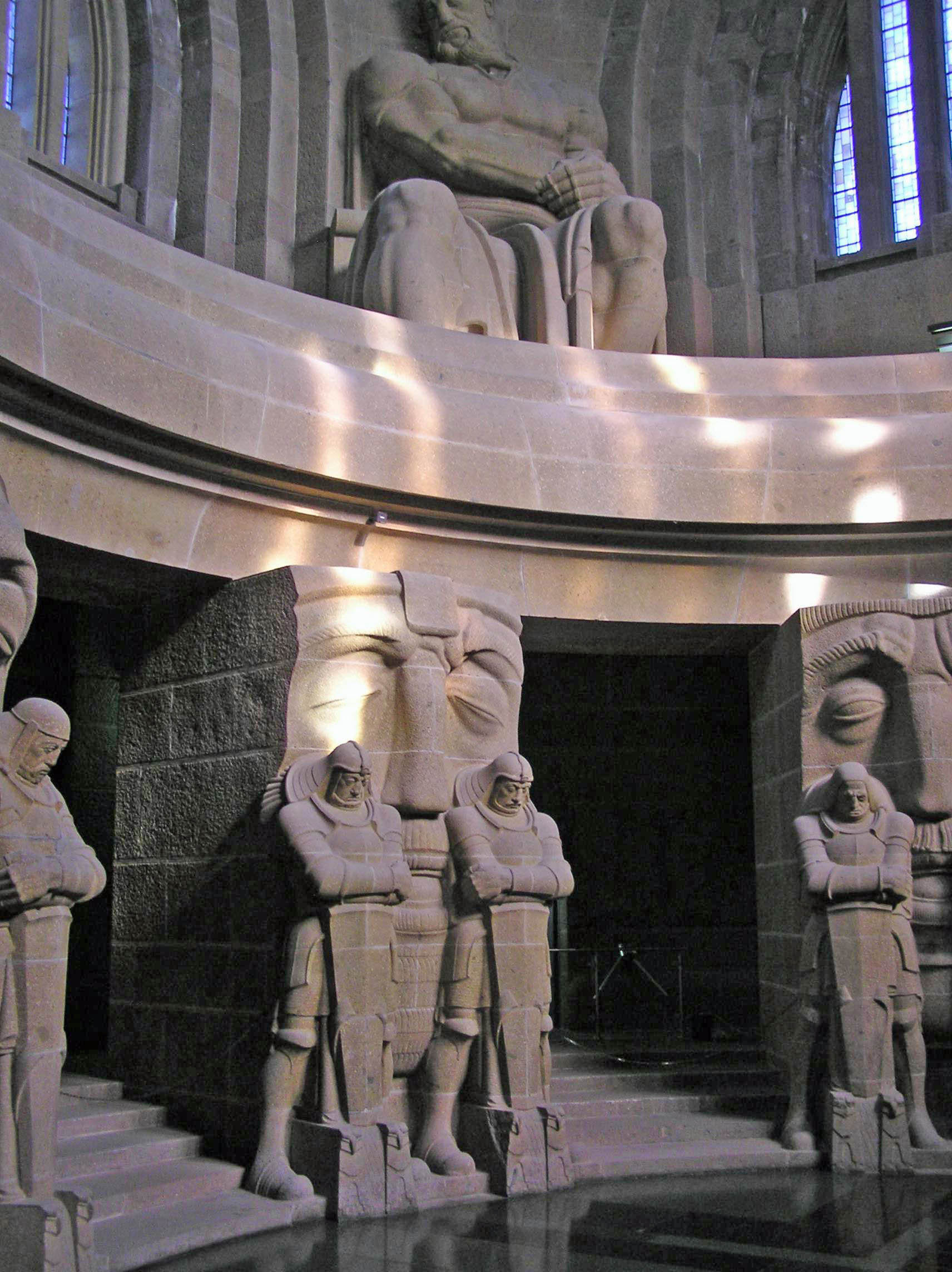
Інтер'єр внутрішнього залу пам'ятника
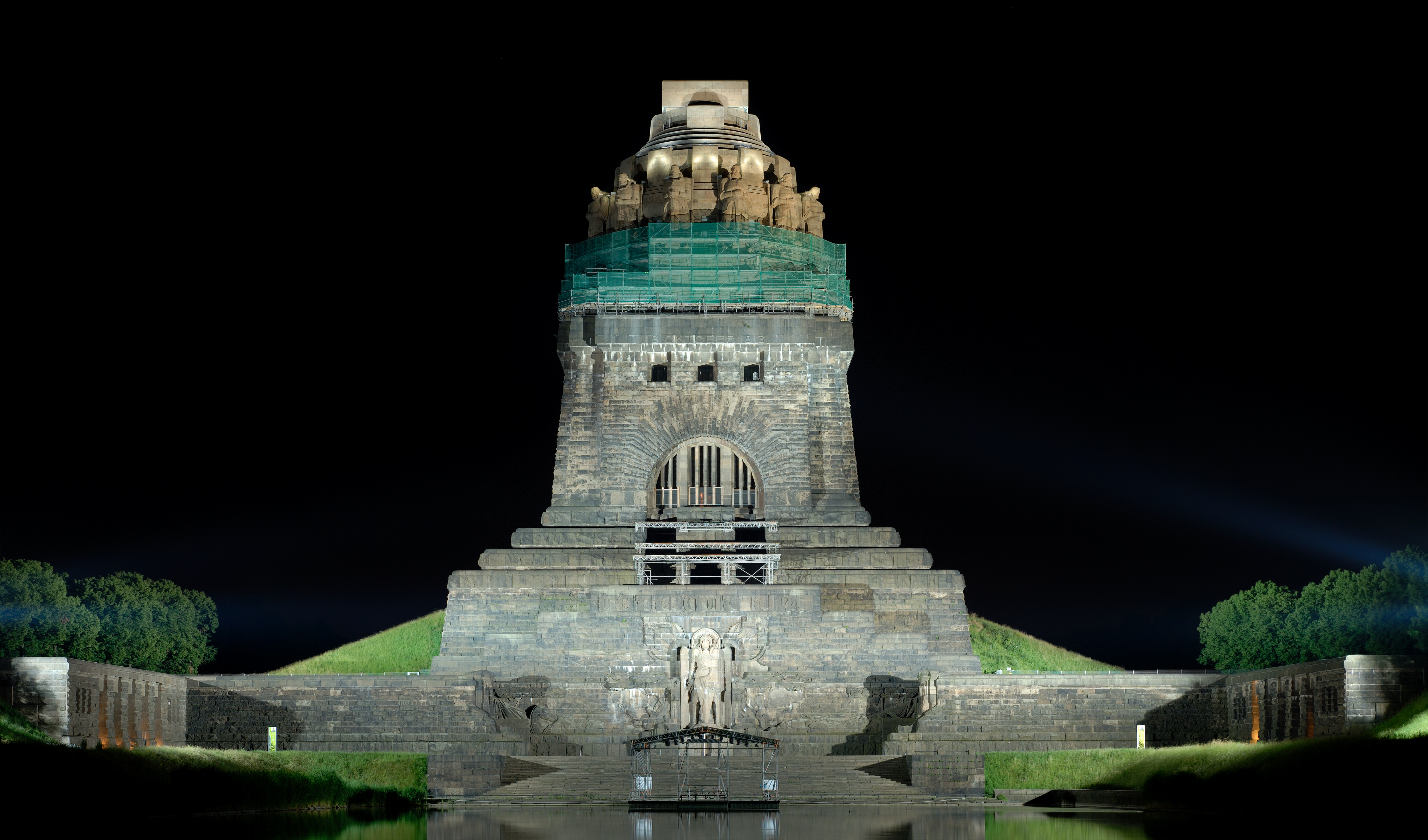
Вигляд вночі